# Harald Ganns
Harald Ganns (* 13. August 1935 in Bonn) ist ein ehemaliger deutscher Diplomat und Botschafter.

## Leben
Ganns studierte von 1954 bis 1960 Germanistik, Anglistik und Geschichte auf Lehramt in Heidelberg, Berlin, Bristol und Freiburg im Breisgau. Während des Studiums (1959 bis 1960) war er Vorsitzender des Freiburger Komitees des World University Services. Dort war er nach seinem Studium von 1960 bis 1963 in Bonn angestellt und übernahm ab 1962 das Amt des Generalsekretärs. Im Anschluss ging er als Stipendiat und Überseevertreter für Westafrika des Verbandes Deutsche Studentenschaften für 1,5 Jahre an eine Universität nach Dakar (Senegal). Dieser Auslandsaufenthalt bewegte Ganns dazu, den Vorbereitungsdienst für den Höheren Auswärtigen Dienst (1965 bis 1968) zu durchlaufen.
Er ist verheiratet und hat vier Kinder.

## Laufbahn
Seinen ersten Auslandseinsatz verbrachte er von 1968 bis 1972 an der deutschen Botschaft in Lomé (Togo). Dort übernahm er bei Abwesenheit des Botschafters die Leitung der Botschaft als sogenannter Geschäftsträger. Zu dieser Zeit hatte die togoische Fußballnationalmannschaft einen deutschen Trainer, der bei der Übersetzung der Trainingsanweisungen ins Französische von Ganns unterstützt wurde. Als Urlaubsvertretung übernahm Ganns zeitweise das Training. Der Fußball war seitdem, zusammen mit seiner Leidenschaft für Jazz-Musik, stets Türöffner, um Kontakt zur Bevölkerung des Landes seiner Auslandseinsätze aufzubauen. Später absolvierte er eine Trainerausbildung beim Deutschen Fußball-Bund und erlangte die Lizenzstufe B-Trainer.
Den nächsten Auslandseinsatz verbrachte Ganns von 1972 bis 1974 an der deutschen Botschaft in Madrid (Spanien), bis er sechs Jahre im Pressereferat des Auswärtigen Amtes zur Zeit von Bundesaußenminister Hans-Dietrich Genscher arbeitete. Seinen ersten Botschafterposten übernahm er von 1980 bis 1983 an der deutschen Botschaft in Niamey (Niger). Dort war er nebenbei Mitbetreuer der nigrischen Fußballnationalmannschaft. Im Anschluss wurde er doppelakkreditierter Botschafter an der deutschen Botschaft in Jaunde (Kamerun) und Äquatorialguinea von 1983 bis 1986. Zurück in Deutschland arbeitete er von 1986 bis 1990 im Auswärtigen Amt als Referatsleiter West- und Zentralafrika. Von 1990 bis 1993 wurde er der erste Botschafter an der deutschen Botschaft in Windhuk (Namibia) seit der Unabhängigkeit Namibias. In Namibia trainierte Ganns eine Schulmannschaft im Fußball, mit der er zweifach namibischer Landesmeister wurde. Von 1993 bis 1998 war er Beauftragter des Auswärtigen Amtes für Afrikapolitik, bis ihn sein letzter Auslandseinsatz von 1998 bis zu seiner Pensionierung im Herbst 2000 an die deutsche Botschaft in Pretoria (Südafrika) führte, wofür Nelson Mandela sein Agrément erteilte. Gleichzeitig war Ganns zuständig für die diplomatische Vertretung für die Königreiche Lesotho und Swasiland.
Nach seiner Pensionierung wurde er Sonderbeauftragter für die Angelegenheiten der UN-Organisationen mit Sitz in Bonn und von 2005 bis 2010 war er Persönlicher Afrikabeauftragter des Bundeskanzlers. Ganns erhielt 2005 das Bundesverdienstkreuz 1. Klasse. Seit 2008 ist Ganns Senior Advisor bei den Vereinten Nationen beim UN-Campus in Bonn.